# Frantz Jourdain
Frantz Jourdain, né Calixte Raphaël Marie Ferdinand le 3 octobre 1847 à Anvers et mort le 22 août 1935 dans le 16e arrondissement de Paris, est un architecte, critique d'art et homme de lettres né en Belgique et naturalisé français.

## Biographie

### Enfance et formation
Frantz Jourdain est né à Anvers en Belgique en 1847,,. En 1857, lorsque la famille vit rue des Fossés-Saint-Victor, son professeur particulier est Jules Vallès. En 1862, Frantz Jourdain passe son baccalauréat après des études au collège Stanislas de Paris. En 1866, il entre à l'atelier Daumet à l'École nationale supérieure des beaux-arts de Paris.

### Guerre de 1870
Né en Belgique, il aurait pu se tenir à l'écart de la guerre mais il s'engage volontairement dans l'armée française, en 1870, pour faire face aux troupes prussiennes et est naturalisé français,. Blessé au combat, il est cité à l'ordre et décoré de la médaille militaire,.

### Architecte de renom
Frantz Jourdain collabore avec plusieurs journaux de province dans lesquels il écrit des articles de critique d'art. Il défend dans ses articles des artistes tels que Auguste Rodin, Monet, Camille Pissarro, Paul Cézanne et Besnard. Il se lie d'amitié avec Émile Zola et défend de nombreuses nouveautés notamment dans le journal Phare de la Loire.
En 1881, il réalise l'immeuble de l'Imprimerie nouvelle, rue Cadet. Il rencontre Ernest Cognacq, le propriétaire des magasins de La Samaritaine, qui lui confie l'ensemble des travaux de ceux-ci : de 1883 à 1902, il mène les travaux d'adaptation des immeubles existants. Puis il organise les travaux du château des Chougnes et de celui de Bouffémont[source insuffisante], restaure celui de La Roche-Guyon, travaille sur des immeubles de rapport rue Galilée, rue Hamelin, rue de la Fontaine-du-But, réalise le magasin de décors du théâtre des Nouveautés, rue Marcadet, pour M. Micheau.
Il participe aux expositions universelles de Paris et de Moscou et est médaillé en 1882 et 1889. À la suite de l'exposition de Chicago, il est fait chevalier de la Légion d'honneur en 1894. Avec M. de Baudot, il fonde la section d'architecture du Salon du Champ-de-Mars.
Il est proche des fondateurs de « L'Art pour tous », un groupe lié à la Fédération des universités populaires, fondé en avril 1901, par Édouard Massieux et Louis Lumet.
Avec Alcanter de Brahm, Émile Straus, René Ghil, Marcel Batilliat et Édouard Louis Sarradin, Jourdain est nommé, au début de l'année 1902, membre de la commission provisoire de la Société du nouveau Paris bientôt rebaptisée Le Nouveau Paris, ayant pour objet de « créer un profil moderne au Paris futur ».
Il réalise la tombe d'Émile Zola à sa mort.

### Le salon d'Automne
En 1903, il est le fondateur (avec Ivanhoé Rambosson) et le président du Salon d'automne,. De 1903 à 1907, il construit le magasin no 2 de la Samaritaine, et en 1910, il rénove le magasin no 1. De 1910 à 1912, il bâtit l'immeuble de la Semeuse rue du Louvre et, deux ans plus tard, le magasin de la Samaritaine de luxe, joyau de l'Art nouveau, boulevard des Capucines.
De 1922 à 1928, il réalise avec Henri Sauvage (1873-1932) l'agrandissement vers la Seine du magasin no 2 de la Samaritaine et, de 1930 à 1932, les magasins no 3 et 4. Il est également le premier président de la Société des architectes modernes, fondée par Hector Guimard en 1922.
Il est élevé à la dignité de grand officier de la Légion d'honneur en 1926. Ses insignes lui ont été remis par Albert Besnard.
Il est le père de Francis Jourdain, le créateur de meubles, dont Besnard réalisa le portrait en 1892.
Albert Besnard, sur qui il a écrit, réalise son portrait en 1904 (collection particulière).

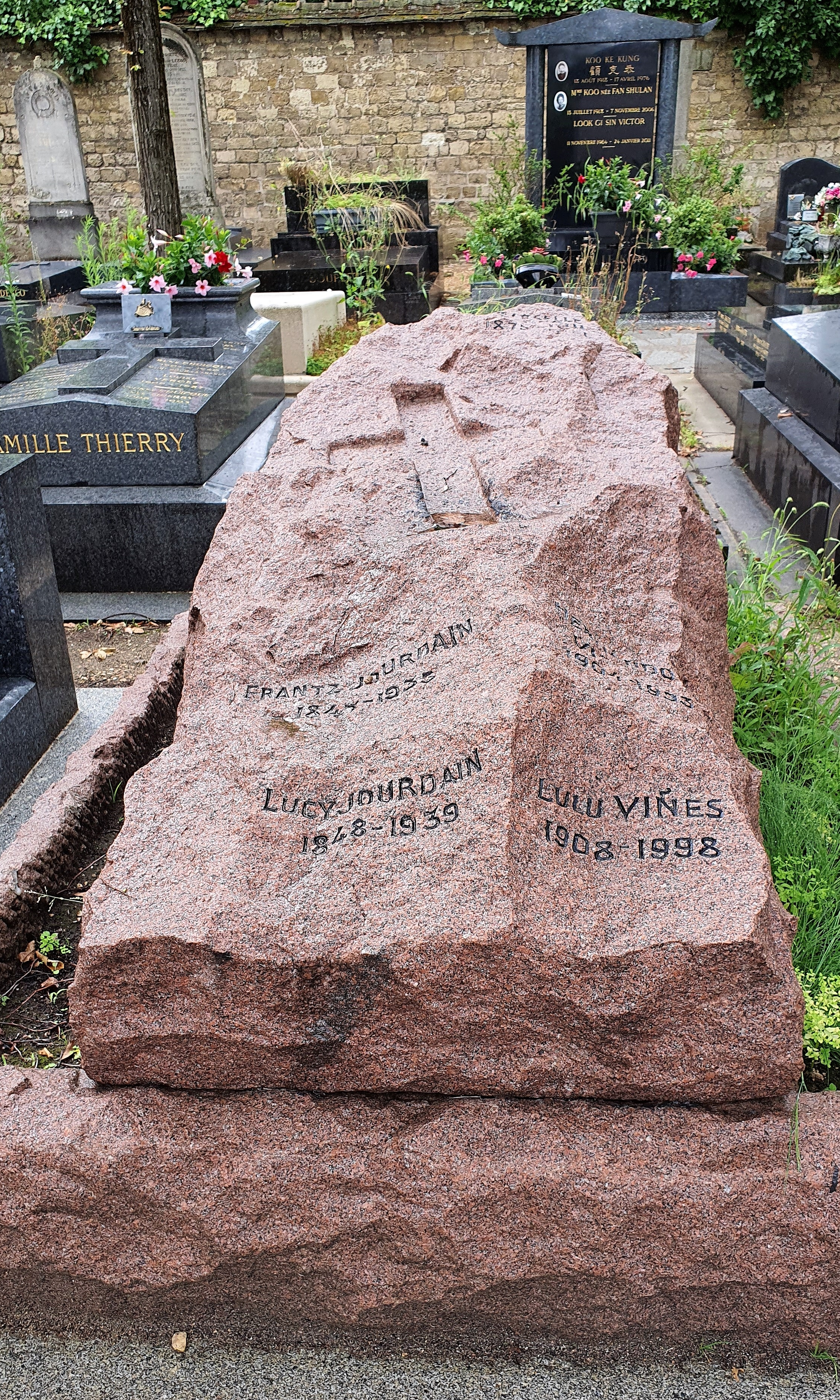
Tombe de Frantz Jourdain au cimetière du Montparnasse (division 9).

Sa sépulture se trouve au cimetière du Montparnasse (division 9) à Paris.

## Livres de Frantz Jourdain
- Frantz Jourdain Propos d'un Isolé en faveur de son temps 1914. Éd :Eugène Figuière.
- Frantz Jourdain, L'Atelier Chantorel[6].
- Frantz Jourdain, Le Peintre Albert Besnard, Paris, Boussod-Valadon, 1888.
- Frantz Jourdain, Les Décorés, ceux qui ne le sont pas, H. Simonis Empis, 1895[6].
- De choses et d'autres, 1902.
- Avec Robert Rey, coll. « L'Art décoratif moderne », La Connaissance, Paris, 1923.
- Avec Robert Rey, « Le Salon d'Automne » in L'Art et la Vie, Paris, 1926.